# Comté de Cameron (Pennsylvanie)
Pour les articles homonymes, voir Comté de Cameron.
Le comté de Cameron est un comté américain de l'État de Pennsylvanie. Au recensement de 2020, le comté compte 4547 habitants. Il a été créé le 29 mars 1860, à partir des terres des comtés de Clinton, d'Elk, de McKean et de Potter, et est baptisé en mémoire du sénateur Simon Cameron. Le siège du comté se situe à Emporium.

## Démographie
| Groupe            | Comté de Cameron | Pennsylvanie | États-Unis |
| ----------------- | ---------------- | ------------ | ---------- |
| Blancs            | 94               | 73,5         | 58         |
| Latino-Américains | 2                | 8,1          | 19         |
| Afro-Américains   | 0,04             | 10,5         | 12,1       |
| Asiatiques        | 0,6              | 3,4          | 6,2        |
| Métis             | 3                | 3,3          | 4,1        |
| Autres            | 0,3              | 0,4          | 0,5        |
| Amérindiens       | 0,2              | 0,1          | 0,9        |
| Océano-américains | 0                | 0,02         | 0,2        |
| Total             | 100              | 100          | 100        |